# Aloïs de Meuron
 (septembre 2022).
Aloïs de Meuron, né à Lausanne le 30 novembre 1854 et mort dans la même ville le 28 février 1934, est un avocat et une personnalité politique vaudoise.

## Biographie
Originaire d'Orbe et de Saint-Sulpice (Neuchâtel), Aloïs de Meuron obtient sa licence en droit à l'Académie de Lausanne en 1875, puis poursuit ses études à Heidelberg et à Paris, et reçoit son brevet d'avocat en 1879.
Libéral, Aloïs de Meuron siège au Conseil communal de Lausanne (1882-1913) et au Grand Conseil vaudois (1882-1921) qu'il préside en 1906, année de l'inauguration du tunnel du Simplon et du Palais de Rumine. Il participe également à l'Assemblée constituante vaudoise de 1884-1885, puis est élu député au Conseil national (1899-1928).
Il est membre de plusieurs conseils d'administration, dont celui de la Gazette de Lausanne en 1882 (président de 1913 à 1934), de nombreuses commissions, notamment de conciliation au niveau international, ainsi que de différentes associations. Il prend part aux travaux du Comité international de la Croix-Rouge. Lieutenant-colonel, il préside la section vaudoise de la Société fédérale des officiers.

## Sources
- « Aloïs de Meuron », sur la base de données des personnalités vaudoises sur la plateforme « Patrinum » de la Bibliothèque cantonale et universitaire de Lausanne.
- Laurent Tissot, « Aloïs de Meuron » dans le Dictionnaire historique de la Suisse en ligne..
- Aloïs de Meuron in memoriam 30 novembre 1854 - 28 février 1934, Lausanne, 1935
- "Le cinquantenaire de l'activité d'Aloïs de Meuron", in Patrie Suisse, 1929, p. 299
- Université de Lausanne, Discours d'installation inauguration du Palais de Rumine, jubilé Walras, 1906 à 1909, Lausanne, 1909, p. 87